# Санкт-Петербургский музей театрального и музыкального искусства
Санкт-Петербургский государственный музей театрального и музыкального искусства — первый в России музей, посвященный истории русского театра. В коллекции музея 450 000 экспонатов, повествующих о драматическом, оперном и балетном искусстве за время его существования в России. Музей расположен в бывшем здании Дирекции императорских театров, входящем в архитектурный ансамбль площади Островского, спроектированный Карлом Ивановичем Росси в XIX веке.
В 2009 году музей получил премию «Музейный Олимп» в главной категории, в 2011 — за лучшую экспозицию года.

## История создания
В 1908 году по инициативе меценатов Анатолия Молчанова, Владимира Протопопова и Алексея Бахрушина в помещении Панаевского театра на Адмиралтейской набережной прошла «Первая русская театральная выставка». В 1918 году по решению Народного комиссариата просвещения экспонаты этой выставки были перевезены в здание Дирекции императорских театров, где предполагалось открыть первый театральный музей Петрограда. Весной 1921 года нарком просвещения Анатолий Луначарский утвердил положение о музее, и 16 мая прошла первая официальная выставка.
С началом войны по приказу начальника Комитета по делам искусств из музея было уволено 13 человек, ещё двое ушли на фронт, после чего в музее остались лишь директор Пётр Шеффер, его помощник, основатель музея Левкий Жевержеев, А. С. Нотгафт и три уборщицы. Блокаду Ленинграда пережили лишь одна уборщица и один научный сотрудник, эвакуировавшийся из города с театром. Жевержеев, отказавшийся бросить на произвол судьбы своё детище и не уходивший домой, скончался в музее 16 января 1942 года; Шеффер умер 11 марта. 
В 1971 году открылся первый филиал музея — Мемориальный музей-квартира Римского-Корсакова. Второй филиал, музей-квартира Фёдора Ивановича Шаляпина, открылся в 1975 году. В 1990 году исполком Ленсовета передал музею знаменитый «Фонтанный дом», дворец братьев Шереметевых для размещения коллекции музыкальных инструментов и создания Музея музыки. Четвёртым филиалом в 1994 году стала мемориальная квартира семьи актёров Самойловых.

### Директора музея
- 1918—1920 — Н. С. Васильева (1852—1920)
- 1920—1942 — П. Н. Шеффер (1868—1942)
- 1942—1945 — В. Н. Соловьёва (1896—1969)
- 1945—1947 — В. Н. Всеволодский-Гернгросс (1882—1962)
- 1947—1949 — А. А. Бартошевич (1899—1949)
- 1949—1953 — Е. М. Кузнецов (1900—1958)
- 1953—1963 — А. Н. Кочетов (1910—2004)
- 1963—1974 — И. К. Клих (1904—1974)
- 1973—1974 — Г. З. Мордисон, и.о. (1925—1993)
- 1974—2005 — И. В. Евстигнеева (1936—2005)
- с 2005 — Н. И. Метелица (род. 1948)

## Филиалы
- Музей-квартира Н. А. Римского-Корсакова (1971)
- Музей-квартира Ф. И. Шаляпина (1975)
- Шереметевский дворец — Музей музыки (1990)
- Мемориальный музей-квартира семьи актеров Самойловых (1994)
- Театральный музей

## Экспозиция
Экспозиция музея охватывает историю театрального искусства России, начиная с момента зарождения театра и вплоть до конца XX века. Её основу составляют материалы из частных коллекций актёров театра Ивана Горбунова, Марии Савиной, Веры Комиссаржевской, Павла Самойлова, Анатолия Молчанова и Владимира Протопопова, коллекционера Григория Левитина и материалы архива Дирекции императорских театров.
Коллекция охватывает шесть исторических эпох:
1. Истоки и начало профессионального театра в России в XVIII веке. Век Просвещения на русской сцене
2. Театральная жизнь в Петербурге XIX века
3. Театральные сновидения
4. Искания театра эпохи Серебряного века
5. Театральный авангард 1920—1930-х годов
6. Советский театр за железным занавесом

В музее работают отдел живописи, графики и прикладного искусства, отдел рукописей и документов, мемориальный отдел, коллекция фотографий и негативов, собрание афиш и программ, фонотека и отдел музыкальных инструментов.
В музее представлены редкие фотографии и личные вещи прославленных актёров и режиссёров, портреты известных театральных деятелей, костюмы и их эскизы, макеты декораций XVIII—XX веков, театральные афиши и программы. Самыми ценными экспонатами музееведы называют театральные эскизы Льва Бакста, Александра Бенуа, Александра Головина, Константина Коровина и Казимира Малевича, театральные костюмы работы мастерских Императорских театров, выдержки из статей о Петре Чайковском, Федоре Шаляпине, Дмитрие Шостаковиче, Игоре Стравинском и Георгие Товстоногове, сценические аксессуары Анны Павловой, Галины Улановой, Натальи Макаровой, Веры Комиссаржевской и материалы по первым постановкам «Жизни за Царя» Михаила Глинки, «Ревизора» Николая Гоголя, «Горя от ума» Александра Грибоедова и «Русалки» Александра Даргомыжского, опер Петра Чайковского, Модеста Мусоргского, Николая Римского-Корсакова и пьес Александра Островского и Льва Толстого. Коллекция музыкальных инструментов в Шереметьевском дворце включает 3000 предметов, что делает её одной из крупнейших в мире.
В 2008—2010 годах Никита Лобанов-Ростовский передал благотворительному фонду «Константиновский» коллекцию из 841 произведений русской графики. После пяти лет временного хранения в музее она стала постоянной частью экспозиций «Русское театральное и декоративное искусство 1880—1930 годов» и «Художественные тенденции в русской живописи и театре 1900—1930 годов».
С 18 октября 2014 по 15 марта 2015 в лондонском Музее Виктории и Альберта проходила выставка «Русский авангард», для которой санкт-петербургский музей предоставил 25 эскизов театральных костюмов и декораций.

## Информация для посетителей
В видеолекториях музея проводятся показы архивных записей драматических спектаклей, опер и балетов, интерактивные лекции об истории театрального искусства и истории театра, творческие встречи с театральными деятелями. В концертных залах проходят показы актёрских и режиссёрских работ и моноспектакли. Для школьников созданы тематические экскурсии, рассказывающие о театральных постановках Николая Васильевича Гоголя, Антона Павловича Чехова, Фёдора Достоевского, Дениса Фонвизина, Владимира Маяковского и Александра Блока.

## Фонд развития
В 2012 году был создан фонд развития музея, в который вошли театральный режиссёр Лев Додин, актриса театра и кино Елена Драпеко, кинорежиссёр Александр Сокуров и ряд российских предпринимателей. Фонд привлекает внебюджетные средства для организации выставок, расширения коллекции, реставрации экспонатов, оснащения музея современным оборудованием, уход за мемориальными памятниками связанных с музеями людей и привлечения молодых специалистов в штат музея.
Фонд работает с корпоративными спонсорами и использует краудфандинг: в 2014 году через кампанию на Boomstarter он привлекал средства на издание детской книги «Сказки из Шекспира. Трагедии» с театральными эскизами из коллекции музея.

## Награды
- Благодарность Президента Российской Федерации (14 июня 2009 года) — за большой вклад в развитие, сохранение и популяризацию отечественной культуры[18].

### Книги
- Юбилейное издание. Усадьба графов Шереметьевых «Фонтанный дом». — СПб.: СПб ГБУК «Санкт–Петербургский музей театрального и музыкального искусства», 2012. — 304 с.
- Любовь к трем апельсинам. Венеция Казановы - Петербург Дягилева : альбом-каталог к выставке : [16+] / Санкт-Петербургский государственный музей театрального и музыкального искусства ; общая редакция: И. Климовицкая [и др.] ; авторы текстов: А. Ипполитов [и др.]. - Санкт-Петербург : СПбГМТиМИ, 2022. - 245 с. : ил., портр., цв. ил., портр., факс.; 28 см.; ISBN 978-5-91461-072-9